# Otto Ebel von Sosen
Otto Ebel von Sosen (* 26. Februar 1899 in Rendsburg; † 6. Februar 1974 in Bad Pyrmont) war ein deutscher Musiker, Dirigent und Komponist sowie Sachbuchautor.

## Leben

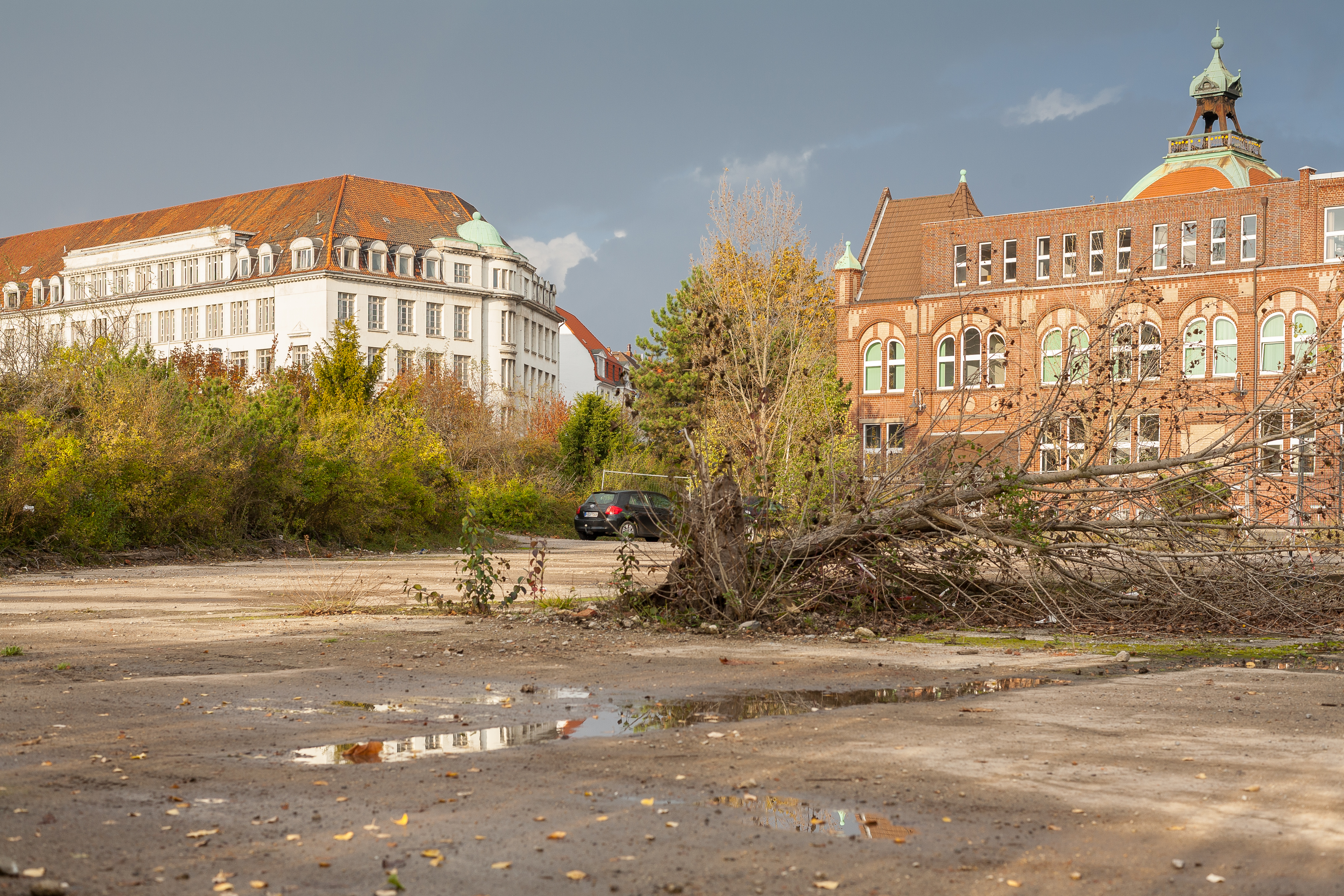
Der bis zur Bornumer Straße reichende ehemalige Verwaltungskomplex (links) der Hanomag, in dem Otto Ebel von Sosen 1926 als Direktor des NORAG-Nebensenders Hannover tätig wurde

Otto Ebel von Sosen studierte in München an der dortigen Akademie für Tonkunst. Ab 1920 wurde er als Kapellmeister an mehreren kleinen deutschen Opernhäuser tätig, bevor er zum 1. April 1926 nach Hannover berufen wurde, um bei dem NORAG-Nebensender Hannover, der seit seiner Inbetriebnahme am 20. November 1924 im Dachgeschoss des Verwaltungsgebäudes der Hanomag in der Bornumer Straße untergebracht war und von dort aus bereits ab dem 16. Dezember desselben Jahres Rundfunksendungen ausgestrahlt hatte, als Dirigent und als erster Direktor der Anstalt zu wirken. Als solcher beginnt Ebel von Sosen mit dem Aufbau eines Rundfunkorchesters mit anfänglich nur drei, im Jahr 1927 bereits mit 17 Musikern. Im Folgejahr 1928 gründete und leitete er, anfangs unter dem Namen Niedersächsisches Landesorchester, das spätere Niedersächsische Symphonie-Orchester. Noch zur Zeit der Weimarer Republik ließ er die mit seinem Orchester ab 1931 jeweils am Montag mehr als ein Jahrzehnt lang veranstalteten Schlosskonzerte über den Rundfunk ausstrahlen, anfänglich vom Leineschloss aus.
Nach der Machtergreifung durch die Nationalsozialisten im Jahr 1933 wurden personelle und strukturelle Veränderungen bei dem hannoverschen Sender vorgenommen, neuer Sendeleiter wurde nun Harry Moss. Ebel von Sosen trat zum 1. März 1933 der NSDAP bei (Mitgliedsnummer 1.512.563), ihm wurde stattdessen 1934 die hauptamtliche Leitung des Rundfunkorchesters des Reichssenders Hamburg übertragen. Mit dem Beginn des Zweiten Weltkrieges ab September 1939 wurden zwar die Eigenproduktionen des hannoverschen Norag-Nebensenders verboten, davon ausgenommen waren jedoch die montäglichen Schlosskonzerte Otto Ebel von Sosens, die zuletzt vom Konzerthaus am Hohen Ufer gesendet wurden, bis auch diese nach den Luftangriffen auf Hannover im Jahr 1943 eingestellt werden mussten.
Otto Ebel von Sosen, der zahlreiche Orchesterstücke, Chorwerke, Kammermusiken und Lieder schrieb und komponierte, veranstaltete in den Wirtschaftswunderjahren der Bundesrepublik die ab 1955 bis 1964 die von ihm organisierten Bad Pyrmonter Konzerte, bevor er 1974 – ebenfalls in Bad Pyrmont – aus dem Leben schied.

## Werke (Auswahl)

### Kompositionen
- Sosen von Ebel: Arioso im alten Stil für Klarinette und Streichorchester. Opus 15 (= Collection Litolff, Nr. 5501 : 1.50) (Neudruck, für Klarinette in A mit Klavier; Kopfteil auch in englischer und französischer Sprache), Leipzig: Peters; Leipzig: Litolff, 1958
- Deutsches Interludium. Opus 7, Leipzig, London, New York: Edition Peters Group, [o. D.]
- Abendlied. Für Salonorchester, Leipzig, London, New York: Edition Peters Group, [o. D.]

### Schriften
- Otto Ebel von Sosen: Pyrmont. Kleines Brevier eines Weltbades, Holzminden: Weserlandverlag, 1953
- Otto Ebel von Sosen: Femmes compositeurs de musique. Dictionnaire biographique. Paris, Rosier 1910 (?)